# 7-cm-Gebirgskanone M. 75
Die 7-cm-Gebirgskanone M. 75 war ein Gebirgsgeschütz Österreich-Ungarns, welches im Ersten Weltkrieg zum Einsatz kam. Die Kanone wurde von den Gebirgskanonenbatterien eingesetzt. Bei Beginn des Krieges galt sie als veraltet.

## Hintergrund und Beschreibung
Die Streitkräfte von Österreich-Ungarn interessierten sich nach dem Deutsch-Französischen Krieg sehr für eine Modernisierung ihrer Artillerie. Aufgrund der geographischen Lage des Landes brauchte man Gebirgskanonen. Die Grenzregionen des Landes waren überwiegend Gebirgsregionen. Um in diesen Regionen einsetzbar zu sein, mussten die Geschütze vergleichsweise leicht und einfach zu transportieren sein. Die Kanone war in drei Teile, Waffenrohr und zwei Lafettenteile zerlegbar und so mit Tragtieren transportierbar. Es war ein Hinterlader mit exzentrischem Schraubenverschluss mit Spannabzug. Sie verfügte über keinen Rohrrücklauf, welcher den Rückstoß neutralisieren könnte. Der Rückstoß wurde stattdessen von einem federgelagerten Erdsporn gehemmt. Dieser Erdsporn war eine Erfindung von Alfred von Kropatschek.
Da man sich im Vorfeld gegen die Stahlrohrgeschütze der Firma Krupp entschieden hatte, kam die Stahlbronze von Franz von Uchatius zum Tragen. Dieses neue Material sollte ähnlich leistungsfähig sein wie Stahl, aber nur einen Bruchteil der Kosten verursachen. Das Waffenrohr war ein Mantelrohr, das Kernrohr aus Schmiedebronze, der Mantel aus Stahlbronze. Die Bronze hatte ähnliche Eigenschaften wie Gussstahl, hatte aber den Nachteil des Verschleißes. Die Lafette bestand aus Stahlblech. Das Ausrichten der Kanone geschah über eine Doppelschraubenrichtmaschine. Ersetzt wurde die Gebirgskanone durch die 7-cm-Gebirgskanone M. 99.

## Galerie

Aufnahmen des Geschützes
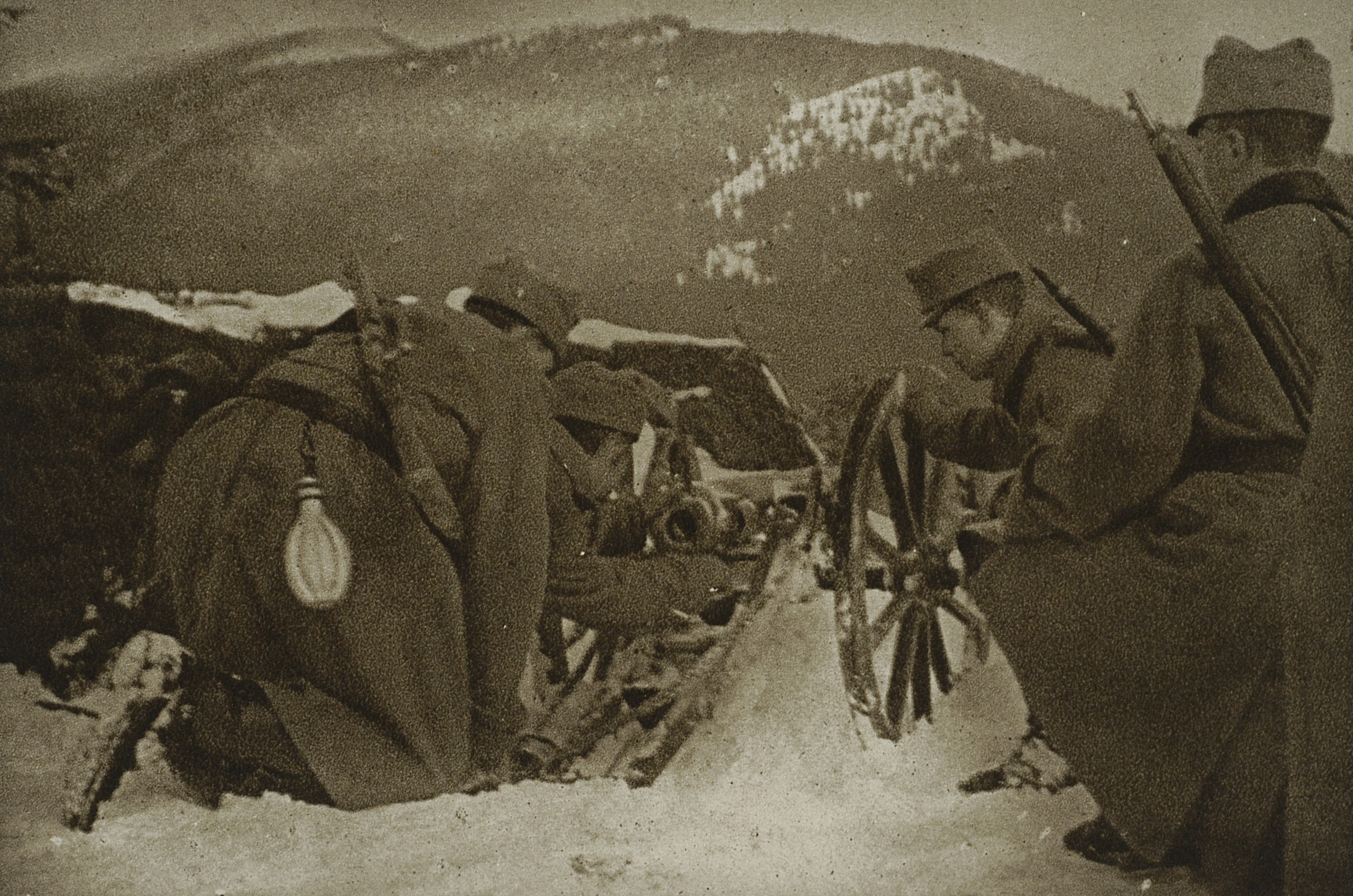
Geschütz im Gebirge
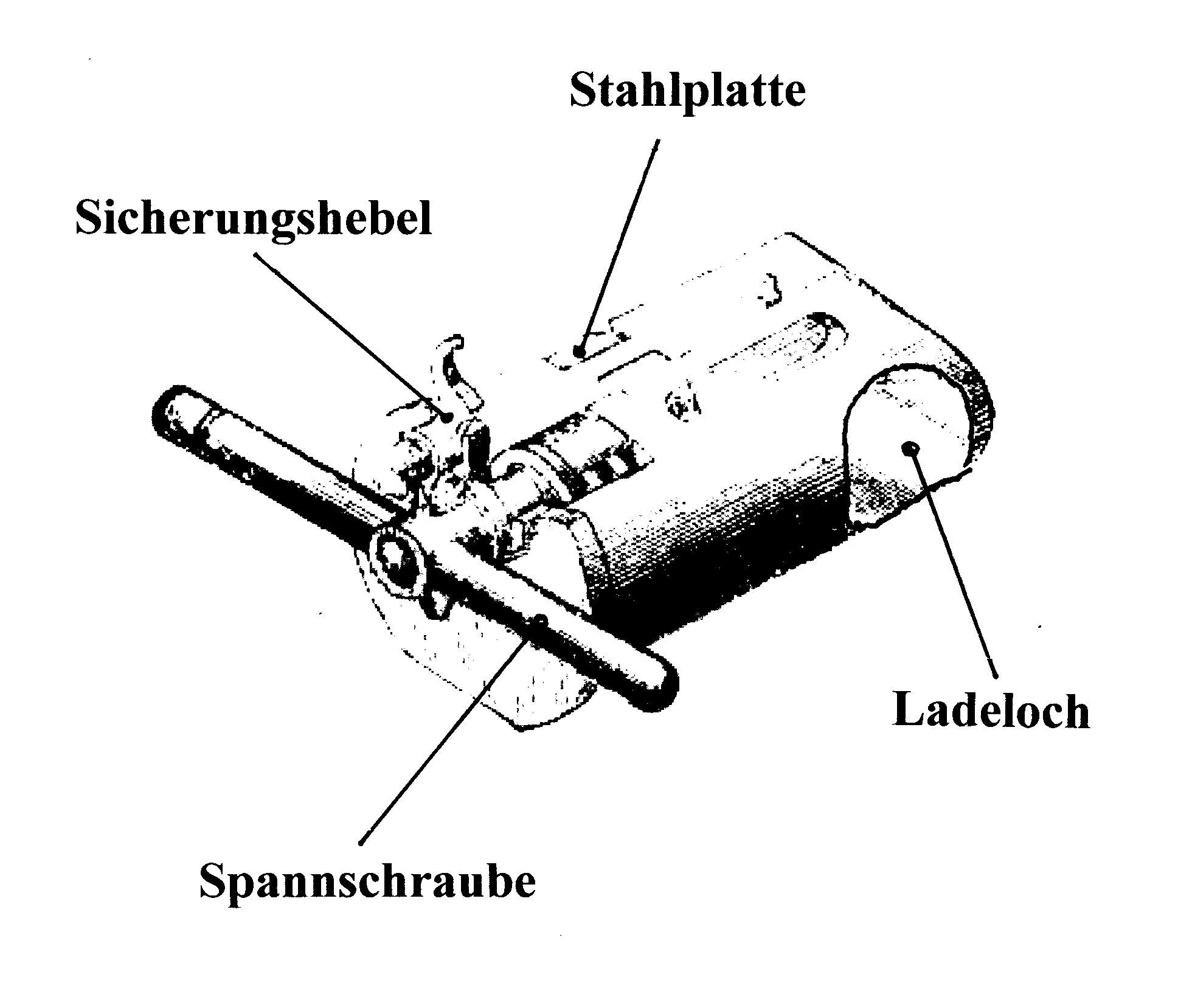
Verschluss des Geschützes
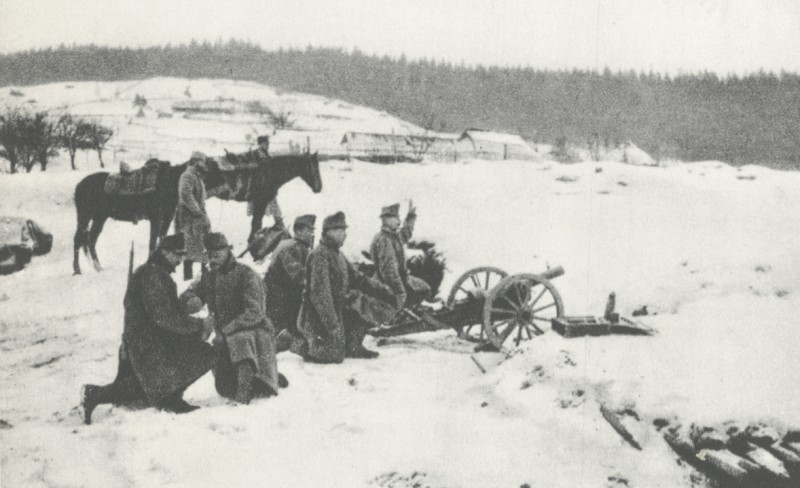
Geschütz einer Einheit mit Zugrössern im Hintergrund
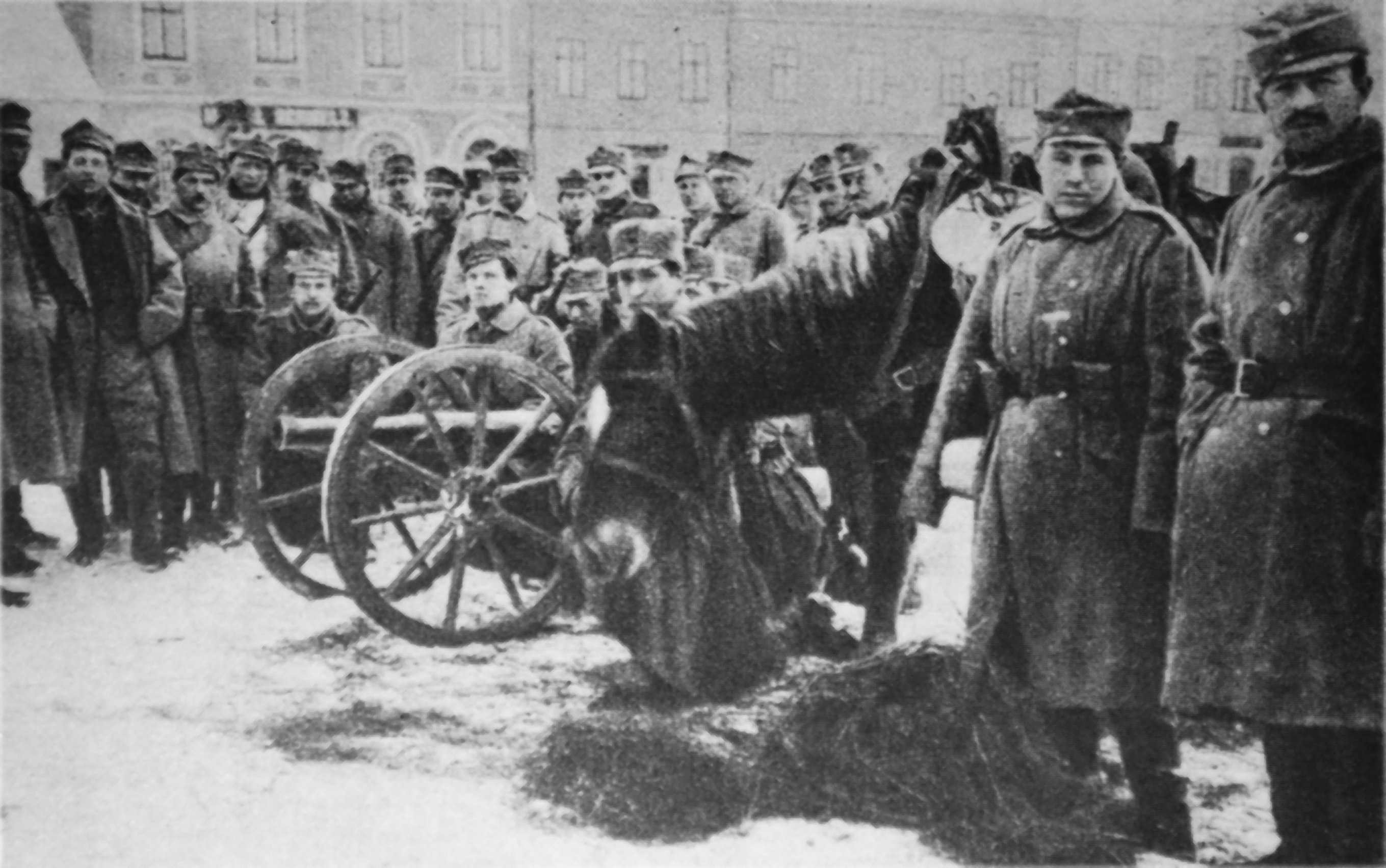
Geschütz in einer unbekannten Stadt